# احمد قرامانلی
احمد قَرامانلی (۱۶۸۶–۱۷۴۵) عضوی از خاندان قرامانیان بود. او سلسله قرامانلی (۱۷۱۱–۱۸۳۵) را در طرابلس و اقلیم طرابلس (در لیبی کنونی) تأسیس کرد. او به عنوان اولین پاشای قرامانلی اقلیم طرابلس (۱۷۱۱–۱۷۴۵) سلطنت کرد. احمد اصالتاً ینی‌چری بود
در اوایل سده هجدهم، امپراتوری عثمانی کنترل خود را بر مستملکات خود در شمال آفریقا از جمله طرابلس از دست داد. پس از آن دوره ای از جنگ داخلی آغاز شد و هیچ حاکمی نتوانست بیش از یک سال منصب خود را حفظ کند. احمد قرامانلی، یک افسر ینی‌چری و سواره‌نظام محبوب، فرماندار عثمانی را به قتل رساند و در کودتای قرامانلی در سال ۱۷۱۱ تاج و تخت را به دست گرفت. احمد پس از متقاعد کردن عثمانی‌ها برای به رسمیت شناختن او به عنوان فرماندار، خود را پاشا معرفی کرد و پست خود را موروثی کرد. اگرچه طرابلس به پرداخت خراج اسمی به پادشاه عثمانی ادامه داد، اما در غیر این صورت به عنوان یک پادشاهی مستقل عمل کرد.
احمد که مردی باهوش و توانا بود، اقتصاد شهر خود را به‌ویژه از طریق به‌کارگیری کشتی‌رانی در مسیرهای مهم کشتیرانی مدیترانه، رونق بسیاری بخشید. کشورهایی که مایل بودند از کشتی‌های خود در برابر دزدان دریایی بربر محافظت کنند، ناچار شدند به پاشا خراج بپردازند. احمد پیش از مرگش در سال ۱۷۴۵، کنترل طرابلس را تا فزان و برقه گسترش داد.
با این حال، جانشینان احمد حکمرانی سست‌تری را از خود نشان دادند و پادشاهی به زودی توسط درگیری‌های داخلی فروپاشید. دودمان قرامانلی یک قرن بعد که عثمانی‌ها دوباره زمام امور منطقه را به دست گرفتند، پایان گرفت.